# ماك أندروز وفوربس
ماك أندروز وفوربس المتحدة (بالإنجليزية: MacAndrews & Forbes)‏ هي شركة أمريكية قابضة متنوعة مملوكة بالكامل للمستثمر الملياردير رونالد بيرلمان. تشمل الاستثمارات الحالية مشاركين بارزين عبر مجموعة واسعة من الصناعات، من مستحضرات التجميل والترفيه إلى التكنولوجيا الحيوية والمعدات العسكرية.